# 鲁本·鲁本诺夫
鲁本·卢基扬诺维奇·鲁本诺夫（俄语：Рубен Лукьянович Рубенов，1893年6月17日—1937年11月27日），亚美尼亚人，苏联党和国家领导人。曾任阿塞拜疆共产党第一书记。

## 生平
- 1893年6月5日（格里历：6月17日）出生于沙俄第比利斯的一户工人家庭。原名鲁本·古卡索维奇·姆克里扬。1914年加入俄国社会民主工党（布）。
- 1915年-1917年，沙俄军队服役。
- 1917年-1921年，在巴库，基辅和第比利斯参与地下党工作。曾多次被捕、流放。后获释。
- 1921年，戈尔斯基地区革命法庭主席。
- 1921年-1924年，格鲁吉亚共产党（布）第比利斯市委执行书记。
- 1924年-1926年，联共（布）莫斯科州伏龙岑斯基区委组织部长。
- 1928年1月-1929年11月，联共（布）外高加索地区委员会第二书记。
- 1929年11月-1930年7月，联共（布）莫斯科州控制委员会主席。
- 1930年7月-1934年1月，联共（布）中央控制委员会委员，联共（布）莫斯科州委宣传与群众工作部主任。其间，1930年-1932年，莫斯科州伏龙岑斯基区委执行书记。1932年-1933年1月，联共（布）莫斯科市委书记。1933年1月-12月，阿塞拜疆共产党（布）中央第一书记。1933年12月-1934年2月，联共（布）中央跨高加索局党委第三书记。
- 1934年2月-1935年8月，联共（布）基辅州委控制委员会专员。
- 1935年8月-1937年，联共（布）列宁格勒州工会中央委员会党委控制委员会专员。
- 1937年4月-9月，联共（布）中央控制委员会政治，教育和宣传工作组负责人。
- 1937年9月15日被捕，他被指控参与托派组织。
- 1937年11月27日，苏联最高法院军事审判庭判处死刑，当日在莫斯科布托沃刑场执行。终年44岁。
- 1954年11月17日平反。

## 纪念
- 埃里温的法夫斯托斯·布赞德大街原名鲁本·鲁本诺夫大街。